# Arbujad
Arbujad (signifiant « sorciers » ou « devins ») était le nom d'un groupe informel de huit  poètes estoniens, qui représentait une nouvelle tendance de la poésie estonienne juste avant le déclenchement de la Seconde Guerre mondiale.

## Membres
Le groupe littéraire comprenait les jeunes poètes estoniens Betti Alver, Bernard Kangro, Uku Masing, Kersti Merilaas, Mart Raud, August Sang, Heiti Talvik et Paul Viiding, tous nés entre 1904 et 1914. La plupart venait de l'association estudiantine Veljesto, qui  était très active à l'Université de Tartu.

## Programme
Le nom Arbujad vient de titre d'une anthologie de poèmes publiée  en 1938 par Ants Oras et intitulée "Arbujad. Valimik uusimat eesti lüürikat" ("Chamanes. Une sélection de poésie estonienne la plus récente"). Même si les œuvres poétiques du groupe avaient tendance à être éclectiques, les membres partageaient le désir d'atteindre un plan intellectuel et émotionnel plus profond. Les poètes étaient pour la liberté et l'indépendance des personnes et étaient contre la coercition idéologique et les concepts totalitaires.

## Signification
L'occupation soviétique de l'Estonie deux ans après la publication de l'anthologie de Oras a mis une fin abrupte à cette période de la poésie estonienne. Cependant le groupe Arbujad aura une grande influence sur la nouvelle génération de poètes estoniens. 